# Réjean Ducharme
Réjean Ducharme, född 12 augusti 1941 i Saint-Félix-de-Valois i Québec, död 21 augusti 2017 i Montréal, var en kanadensisk författare och dramatiker.   
Ducharme levde och verkade i Montréal och var extremt tillbakadragen och gjorde inte några publika framträdanden sedan hans första roman publicerades 1966.